# Ludwig Schumacher

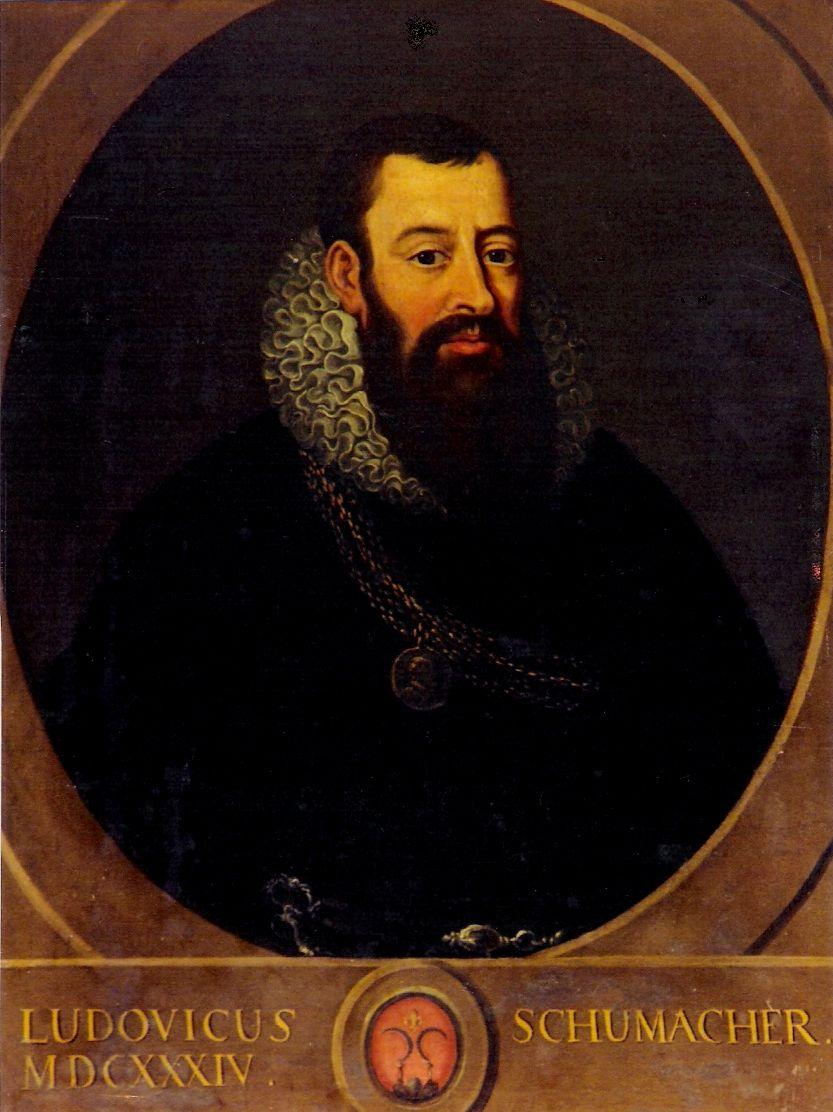
Ludwig Schumacher, Schultheiss der Stadt und Republik Luzern

Ludwig Schumacher (* 1594 in Luzern; † 1639 ebenda) war Schultheiss der Stadt und Republik Luzern. Er stammte aus der gleichnamigen Luzerner Patrizierfamilie Schumacher des Luzerner Patriziats.

## Staatsmann und Grundbesitz
Ludwig Schumacher war ein Sohn des Niklaus II. Schumacher (Kleinrat und Hauptmann) und der Elisabeth Krebsinger (Tochter des Jost Krebsinger, Schultheiss und Ritter, Oberst in Frankreich und Hauptmann in Savoyen). Der Grossvater von Ludwig (und Vater von Niklaus II.) war der Kleinrat und Tagsatzungsgesandte Niklaus I. Schumacher.
Bevor Ludwig Schumacher 1635 Schultheiss wurde, war er Seckelmeister und Landvogt von Münster und Rothenburg sowie Venner der Grossstadt. Ferner war er Twing- und Gerichtsherr zu Wauwil und Schötz, Hauptmann (Militärunternehmer) im Dienste Frankreichs, Spaniens und Savoyens, mehrfach Tagsatzungsgesandter sowie Gesandter an König Philipp IV. von Spanien. Er war  Ratskollege von Christoph Pfyffer, des späteren Siegers von Villmergen und Gesandten an König Ludwig XIV. Ludwig Schumacher besass Güter in Kriens und an der Halde sowie die Eckhäuser am Kapellplatz gegenüber dem Hertenstein-Haus mit den Holbeinfresken. Auch an seinem Haus liess Schumacher Fresken anbringen. Nach ihm gelangte es an die Patrizierfamilie Balthasar und über diese an die Familie Willmann, die die Fresken entfernen liess.

## Französische Auszeichnung
1635 hatte Ludwig Schumacher ein Regiment für Ludwig XIII. ausgerüstet. Das Kommando übernahm sein Schwager Alt-Schultheiss und Oberst Jost Bircher. Der König hatte um 6'000 Mann nachgefragt, aber die Schweizer sandten ihm deren 12'000 (die Regimenter Bircher/Schumacher, von Erlach, d’Affry und d’Estavayer). Der König und Kardinal Richelieu waren begeistert und zeigten sich von ihrer grosszügigen Seite. Fortan führte Ludwig Schumacher eine französische Lilie im Wappen. Ein entsprechendes Dokument soll seit dem Franzoseneinfall von 1798 verschollen sein.

## Porträt
Auf einem Porträt Ludwig Schumachers mit spanischer Halskrause ist auf dem Medaillon der Ritterkette Heinrich IV. zu erkennen. Es trägt die Aufschrift: Freund der wackeren Gesellen der Schweizer Ligen und erinnert an den Bündnisvertrag von 1602.  Dieser Vertrag wurde unter Ludwig XIV. feierlich erneuert.

## Studium in Paris
Es war die goldene Zeit der Stadt und Republik Luzern, die seit dem «Schweizerkönig» Ludwig Pfyffer exzellente Beziehungen zu Frankreich unterhielt. Deshalb hatte Ludwig Schumacher auch in Paris studiert, was auf Vermittlung seines Grossvaters Schultheiss Krebsinger geschah, der Oberst in Frankreich war und mit Ludwig Pfyffer Dienst tat.

## Söhne
Nach dem Tod von Ludwig Schumacher verkauften seine Söhne die Twingrechte von Wauwil und Schötz an den Rat von Luzern. Sie waren Schlossvögte der Herrschaft Wikon und besassen das Gut Dietschiberg sowie Alpen im Eigental, wovon der Buchsteg noch heute im Besitz der Familie ist. Für das Rathaus Luzern stifteten sie eine Glasscheibe und für die Kirche St. Leodegar im Hof, zusammen mit Vetter Leodegar, Gardeoffizier zu Lucca, den Leodegar-Altar für die Metzger und Gerber - Betriebe, wie sie auch Schultheiss Ludwig Schumacher besass, deren Handwerk er aber nicht selber ausübte. Ein anderer Sohn rüstete eine Kompanie des Schweizer Leibgarderegiments für den Herzog von Savoyen aus.